# Kassa 3
Kassa 3 is een Nederlands voormalig consumentenprogramma gemaakt voor en door jongeren. Het programma werd voor het eerst uitgezonden op 8 mei 2007 door de VARA.
Kassa 3 is een consumentenprogramma dat problemen oplost waar jongeren mee te maken hebben. Elke week neemt Kassa 3 een aantal bedrijven en instanties onder de loep waar jongeren door opgelicht zijn. Verder worden er nieuwe producten getest en aan jongeren adviezen gegeven.
Het idee stamt af van het originele programma Kassa.

## Presentatoren
- Jalal Bouzamour
- Max van Gorkum
- Elisabeth van Nimwegen
- Sulay Reval
- Lex Uiting